# VU-71
VU-71 je agonist glutamatnog receptora.